# Isabelle Mancini
Isabelle Mancini (* 26. Juli 1967 in Arbois als Isabelle Remy) ist eine ehemalige französische Skilangläuferin.

## Werdegang
Mancini lief im März 1988 in Rovaniemi ihr erstes von insgesamt 31 Weltcupeinzelrennen, das sie auf dem 14. Platz über 10 km Freistil beendete. Ihre besten Platzierungen bei den Nordischen Skiweltmeisterschaften 1989 in Lahti waren der 20. Platz über 10 km Freistil und der neunte Rang mit der Staffel. Im Dezember 1989 errang sie in Soldier Hollow mit dem sechsten Platz über 15 km Freistil ihre beste Einzelplatzierung im Weltcup und zum Saisonende den 28. Platz im Gesamtweltcup. In der Saison 1990/91 kam sie bei allen fünf Weltcupteilnahmen in die Punkterängen und erreichte mit dem 13. Platz im Gesamtweltcup ihr bestes Gesamtergebnis. Beim Saisonhöhepunkt, den Nordischen Skiweltmeisterschaften 1991 im Val di Fiemme wurde sie Zehnte über 30 km Freistil. In der folgenden Saison kam sie mit zwei Top-Zehn-Platzierungen auf den 24. Platz im Gesamtweltcup. Ihre besten Resultate bei den Olympischen Winterspielen 1992 in Albertville waren der neunte Platz in der Verfolgung und der fünfte Rang mit der Staffel. In der folgenden Saison siegte sie beim Continental-Cup in Argentière über 10 km Freistil und errang in Toblach den dritten Platz über 10 km Freistil. Ihre besten Resultate beim Saisonhöhepunkt, den Nordischen Skiweltmeisterschaften 1993 in Falun waren der 14. Platz über 30 km Freistil und der neunte Rang mit der Staffel. Ihre letzten internationalen Rennen absolvierte sie bei den Olympischen Winterspielen 1994 in Lillehammer. Dort lief sie auf den 51. Platz über 5 km klassisch, auf den 39. Rang über 15 km Freistil und auf den 30. Platz in der Verfolgung.

## Siege bei Continental-Cup-Rennen
| Nr. | Datum          | Ort        | Disziplin      | Serie           |
| --- | -------------- | ---------- | -------------- | --------------- |
| 1.  | 3. Januar 1993 | Argentière | 10 km Freistil | Continental-Cup |

## Teilnahmen an Weltmeisterschaften und Olympischen Spielen

### Olympische Spiele
- 1992 Albertville: 5. Platz Staffel, 9. Platz 10 km Freistil Verfolgung, 21. Platz 30 km Freistil, 22. Platz 5 km klassisch
- 1994 Lillehammer: 30. Platz 10 km Freistil Verfolgung, 39. Platz 15 km Freistil, 51. Platz 5 km klassisch

### Nordische Skiweltmeisterschaften
- 1989 Lahti: 9. Platz Staffel, 20. Platz 10 km Freistil, 28. Platz 15 km klassisch, 35. Platz 30 km Freistil, 37. Platz 10 km klassisch
- 1991 Val di Fiemme: 10. Platz 30 km Freistil
- 1993 Falun: 9. Platz Staffel, 14. Platz 30 km Freistil, 18. Platz 10 km Freistil Verfolgung, 28. Platz 5 km klassisch

## Platzierungen im Weltcup

### Weltcup-Statistik
Die Tabelle zeigt die erreichten Platzierungen im Einzelnen.
- 1.–3. Platz: Anzahl der Podiumsplatzierungen
- Top 10: Anzahl der Platzierungen unter den ersten zehn
- Punkteränge: Anzahl der Platzierungen innerhalb der Punkteränge
- Starts: Anzahl gelaufener Rennen in der jeweiligen Disziplin
- Hinweis: Bei den Distanzrennen erfolgt die Einordnung gemäß FIS.

| Platzierung         | Distanzrennen a | Distanzrennen a | Distanzrennen a | Distanzrennen a | Distanzrennen a | Skiathlon Verfolgung | Sprint | Etappen- rennen b | Gesamt | Team c | Team c  |
| Platzierung         | ≤ 5 km          | ≤ 10 km         | ≤ 15 km         | ≤ 30 km         | > 30 km         | Skiathlon Verfolgung | Sprint | Etappen- rennen b | Gesamt | Sprint | Staffel |
| ------------------- | --------------- | --------------- | --------------- | --------------- | --------------- | -------------------- | ------ | ----------------- | ------ | ------ | ------- |
| 1. Platz            |                 |                 |                 |                 |                 |                      |        |                   |        |        |         |
| 2. Platz            |                 |                 |                 |                 |                 |                      |        |                   |        |        |         |
| 3. Platz            |                 |                 |                 |                 |                 |                      |        |                   |        |        |         |
| Top 10              |                 |                 | 2               | 2               |                 | 2                    |        |                   | 6      |        | 3       |
| Punkteränge         | 4               | 2               | 3               | 3               |                 | 3                    |        |                   | 15     |        | 3       |
| Starts              | 10              | 5               | 7               | 5               |                 | 4                    |        |                   | 31     |        | 3       |
| Stand: Karriereende |                 |                 |                 |                 |                 |                      |        |                   |        |        |         |

### Weltcup-Gesamtplatzierungen
| Saison  | Platz | Punkte |
| ------- | ----- | ------ |
| 1987/88 | 49.   | 2      |
| 1988/89 | -     | -      |
| 1989/90 | 28.   | 10     |
| 1990/91 | 13.   | 28     |
| 1991/92 | 24.   | 14     |
| 1992/93 | 37.   | 48     |
| 1993/94 | 71.   | 1      |